# Boomgekko
De boomgekko (Naultinus manukanus) is een hagedis die behoort tot de gekko's en de familie Diplodactylidae. De gekko komt endemisch voor in Nieuw-Zeeland.

## Naam en indeling
De wetenschappelijke naam van de soort werd voor het eerst voorgesteld door Yule Merwyn Charles McCann in 1955. Oorspronkelijk werd de wetenschappelijke naam Heteropholis manukanus gebruikt. De geslachtsnaam Heteropholis werd echter al gebruikt voor een groep van planten uit de grassenfamilie (Poaceae).
De soortaanduiding manukanus betekent vrij vertaald 'van de Manuka' en slaat op de voorkeur voor gebieden die begroeid zijn met de manuka of theeboom (Leptospermum scoparium).

## Uiterlijke kenmerken
De lichaamslengte bedraagt ongeveer 12,5 tot 16,5 centimeter inclusief de staart, de gekko kan een gewicht bereiken van 12,5 gram. De staart is langer dan het lichaam en de kop samen. De staart is rond in doorsnede en wordt gebruikt als een grijporgaan om zich aan takken te ankeren tijdens het klimmen. De kop is relatief groot, de snuit is lang en heeft een afgerond uiteinde. De ogen hebben een donkerbruine kleur, de pupil is verticaal van vorm.
De basiskleur is heldergroen, lichte tot witte vlekken of andere patronen ontbreken in tegenstelling tot veel andere Naultinus- soorten die er verder nauwelijks van zijn te onderscheiden. De vrouwtjes hebben een geelgroene buik, die van de mannetjes is blauwgroen. De onderzijde van de poten is geel van kleur. De jongen hebben geen juveniele kleuren maar lijken als ze ter wereld komen al direct op de ouders.

## Levenswijze
De soort is eierlevendbarend, de vrouwtjes brengen volledig ontwikkelde jongen ter wereld. Dit in tegenstelling tot de meeste gekko's die eitjes afzetten. Er worden meestal een tot twee jongen geboren die na enkele jaren volwassen zijn. Van in gevangenschap gehouden exemplaren is bekend dat een leeftijd van meer dan dertig jaar kan worden bereikt.
De gekko jaagt op enige hoogte in bomen op insecten zoals tweevleugeligen, kevers en vlinders en andere kleine ongewervelden zoals spinnen. Alleen op warme zonnige dagen is de hagedis actief en deze dagactieve levenswijze is vrij uniek binnen de familie van gekko's. Vrijwel alle andere soorten zijn juist 's nachts actief maar er zijn wel meer uitzonderingen zoals de madagaskardaggekko's. Bij slecht weer zoals regen of harde wind schuilt het dier in scheuren in de bodem of in holen van andere dieren.
In tegenstelling tot vrijwel alle andere hagedissen, die erg schichtig zijn, is de boomgekko opvallend traag. De dieren leven solitair en kunnen agressief zijn tegen als ze in elkaars territorium komen. Ook tegen vijanden en mensen wordt dreiggedrag vertoond, zoals het opensperren van de bek, bijten, het uitvoeren van schijnaanvallen en het maken van blaffende geluiden om af te schrikken.

## Verspreiding en habitat
Net als alle Naultinus- soorten is de soort endemisch in Nieuw-Zeeland. De hagedis leeft hier op Zuidereiland en is bekend van de Marlborough Sounds, Stephens Island en D'Urville Island. De habitat bestaat uit gematigde bossen, scrublands en graslanden. Naultinus manukanus heeft een voorkeur voor manuka-bossen, ook gebieden waar de boomsoort Kunzea ericoides groeit zijn populair als leefgebied. De soort is aangetroffen van zeeniveau tot op een hoogte van ongeveer 260 meter boven zeeniveau.

## Beschermingsstatus
Door de internationale natuurbeschermingsorganisatie IUCN is de beschermingsstatus 'bedreigd' toegewezen (Endangered of EN).